# Nina Aysaguer
Nina Aysaguer est une patineuse artistique française de la catégorie des couples. Avec son partenaire Charles Sabouret, elle est championne de France 1911.

## Biographie

### Carrière sportive
Nina Aysaguer est une pionnière du patinage artistique français du début du XXe siècle, comme Anita Nahmias, Yvonne Bourgeois, Simone Roussel ou Suzanne Poujade.
Elle est une des multiples partenaires de Charles Sabouret avec qui elle patine en 1910 et 1911. Ils deviennent les premiers champions de France des couples artistiques en 1911 à Paris.
Elle n'a jamais participé ni aux Championnats du monde ni aux Jeux olympiques.

## Palmarès
| Compétitions | 1911 | 1912 | 1913 | 1914 | 1915 | 1916 | 1917 | 1918 | 1919 |
| Jeux olympiques |      | X    |      |      |      | JA   |      |      |      |
| Championnats du monde |      |      |      |      | CA   | CA   | CA   | CA   | CA   |
| Championnats de France | 1re  |      |      |      | CA   | CA   | CA   | CA   | CA   |
| Légende : X = Pas de patinage artistique aux Jeux olympiques d'été de 1912 ; JA = Jeux olympiques d'été annulés ; CA = Championnats annulés |      |      |      |      |      |      |      |      |      |